# إدموند بي كينيدي
إدموند بي كينيدي (بالإنجليزية: Edmund P. Kennedy)‏ هو ضابط أمريكي، ولد في 22 فبراير 1785 في ماريلند في الولايات المتحدة، وتوفي في 28 مارس 1844 في نورفولك في الولايات المتحدة.